# Coppa di Croazia (pallavolo femminile)
La Coppa di Croazia è una competizione pallavolistica femminile croata, organizzata annualmente dalla Federazione pallavolistica della Croazia. A partire dall'edizione 2018-19, il torneo è dedicato alla memoria dell'ex pallavolista Snježana Azenić, coniugata Ušić.

## Albo d'oro
| Edizione         | Edizione          | Podio          | Podio                                     | Podio           |
| Anno             | Sede della finale | Campione       | Risultato                                 | Finalista       |
| ---------------- | ----------------- | -------------- | ----------------------------------------- | --------------- |
| 1993 Dettagli    | -                 | HAOK Mladost   | -                                         | Rijeka          |
| 1994 Dettagli    | -                 | HAOK Mladost   | -                                         | Rijeka          |
| 1995 Dettagli    | -                 | HAOK Mladost   | -                                         | Rijeka          |
| 1996 Dettagli    | -                 | Dubrovnik      | -                                         | Rijeka          |
| 1997 Dettagli    | -                 | Dubrovnik      | -                                         | Akademičar      |
| 1998 Dettagli    | -                 | Rijeka         | -                                         | Kaštela         |
| 1999 Dettagli    | -                 | Rijeka         | -                                         | Kaštela         |
| 2000 Dettagli    | -                 | Rijeka         | -                                         | Vukovar         |
| 2001 Dettagli    | -                 | Kaštela        | -                                         | HAOK Mladost    |
| 2002 Dettagli    | -                 | HAOK Mladost   | -                                         | Velika Gorica   |
| 2003 Dettagli    | -                 | Velika Gorica  | -                                         | HAOK Mladost    |
| 2004 Dettagli    | -                 | HAOK Mladost   | -                                         | Kaštela         |
| 2005 Dettagli    | -                 | Rijeka         | -                                         | Šibenik         |
| 2006 Dettagli    | -                 | Rijeka         | -                                         | HAOK Mladost    |
| 2007 Dettagli    | -                 | Rijeka         | -                                         | Osijek          |
| 2008 Dettagli    | -                 | Rijeka         | 3 - 0 (25-15, 25-14, 25-12)               | Vukovar         |
| 2009 Dettagli    | Spalato           | Rijeka         | 3 - 0 (25-20, 25-17, 25-20)               | HAOK Mladost    |
| 2010 Dettagli    | Zagabria          | Vukovar        | 3 - 1 (19-25, 25-21, 25-21, 25-14)        | Rijeka          |
| 2011 Dettagli    | Fiume             | Vukovar        | 3 - 0 (25-22, 26-24, 25-23)               | Rijeka          |
| 2012 Dettagli    | Rovigno           | HAOK Rijeka    | 3 - 0 (25-18, 25-23, 25-21)               | Velika Gorica   |
| 2013-14 Dettagli | Rovigno           | Poreč          | 3 - 1 (25-20, 25-5, 22-25, 25-20)         | Rovinj          |
| 2014 Dettagli    | Rovigno           | HAOK Mladost   | 3 - 1 (25-11, 23-25, 25-13, 25-22)        | Marina Kaštela  |
| 2015 Dettagli    | Zagabria          | HAOK Mladost   | 3 - 2 (25-23, 17-25, 19-25, 25-20, 15-13) | Marina Kaštela  |
| 2016 Dettagli    | Castelli          | Marina Kaštela | 3 - 1 (25-15, 17-25, 25-21, 25-22)        | Osijek          |
| 2017-18 Dettagli | Zagabria          | HAOK Mladost   | 3 - 1 (25-14, 29-27, 23-25, 25-9)         | Kaštela         |
| 2018-19 Dettagli | Rovigno           | HAOK Mladost   | 3 - 2 (19-25, 25-20, 25-22, 19-25, 15-12) | HAOK Rijeka     |
| 2019-20 Dettagli | Zara              | HAOK Mladost   | 3 - 0 (25-17, 25-21, 25-13)               | Kaštela         |
| 2020-21 Dettagli | Fiume             | HAOK Mladost   | 3 - 1 (20-25, 25-19, 25-18, 25-16)        | HAOK Rijeka     |
| 2021-22 Dettagli | Castelli          | Marina Kaštela | 3 - 0 (25-13, 25-17, 25-18)               | Kaštela         |
| 2022-23 Dettagli | Zagabria          | HAOK Mladost   | 3 - 1 (25-11, 23-25, 25-18, 25-15))       | Dinamo Zagabria |

## Palmarès
| Squadra        | Titolo | Stagione                                                                             |
| -------------- | ------ | ------------------------------------------------------------------------------------ |
| HAOK Mladost   | 12     | 1993, 1994, 1995, 2002, 2004, 2014, 2015, 2017-18, 2018-19, 2019-20 2020-21, 2022-23 |
| HAOK Rijeka    | 9      | 1998, 1999, 2000, 2005, 2006, 2007, 2008, 2009, 2012                                 |
| Dubrovnik      | 2      | 1996, 1997                                                                           |
| Vukovar        | 2      | 2010, 2011                                                                           |
| Marina Kaštela | 2      | 2016, 2021-22                                                                        |
| Kaštela        | 1      | 2001                                                                                 |
| Velika Gorica  | 1      | 2003                                                                                 |
| Poreč          | 1      | 2013-14                                                                              |